# Théorème des trois droites de Hadamard
En analyse complexe, le théorème des trois droites de Hadamard est un résultat sur le comportement d'une fonction holomorphe sur un domaine du plan complexe délimité par deux droites parallèles.

## Résultat
Soit f une fonction holomorphe bornée sur l'ouvert {\displaystyle B=\{x+iy:(x,y)\in ]a,b[\times \mathbb {R} \}} continue sur {\displaystyle {\overline {B}}}.
On pose : {\displaystyle M:x\mapsto \sup _{y}|f(x+iy)|}.
Alors ln M est une fonction convexe sur [a, b], c'est-à-dire :
{\displaystyle \forall t\in [0,1]}, en posant : {\displaystyle x=ta+(1-t)b}, on a : {\displaystyle M(x)\leq M(a)^{t}M(b)^{1-t},}
et de même en remplaçant [a, b] par un sous-intervalle.

## Démonstration
Soit {\displaystyle \epsilon >0} quelconque. On pose : {\displaystyle F:z\mapsto {\frac {f(z)M(a)^{\frac {z-b}{b-a}}M(b)^{\frac {z-a}{a-b}}}{(z+(1-a))^{\epsilon }}}}. Cette fonction est bien définie et holomorphe sur {\displaystyle B}.
Pour tout {\displaystyle z\in {\overline {B}}}, {\displaystyle \left|(z+(1-a))^{\epsilon }\right|\geq 1} car {\displaystyle |z+(1-a)|\geq \Re (z+(1-a))\geq 1}. Donc {\displaystyle \forall z\in \partial B,|F(z)|\leq 1}.
Par le principe du maximum, si F n'est pas constante, alors |F| n'admet pas de maximum local sur B. Puisque {\displaystyle |F(z)|\to 0} quand {\displaystyle |z|\to +\infty }, cela implique que {\displaystyle |F(z)|\leq 1} pour tout {\displaystyle z\in {\overline {B}}}.
En faisant tendre {\displaystyle \epsilon } vers 0, il en résulte que : {\displaystyle \forall z\in {\overline {B}},|f(z)||M(a)^{\frac {z-b}{b-a}}||M(b)^{\frac {z-a}{a-b}}|\leq 1}.
Or : {\displaystyle |M(a)^{\frac {z-b}{b-a}}|=M(a)^{\frac {x-b}{b-a}}=M(a)^{-t}}.
De même, {\displaystyle |M(b)^{\frac {z-a}{b-a}}|=M(b)^{t-1}}.
Donc : {\displaystyle \forall z\in {\overline {B}},|f(z)|\leq M(a)^{t}M(b)^{1-t}}, ce qui est équivalent au résultat.

### Sources
- Jacques Hadamard, « Sur les fonctions entières », Bull. Soc. Math. France, vol. 24,‎ 1896, p. 186-187 (lire en ligne)
- (en) Michael C. Reed (en) et Barry Simon, Methods of Modern Mathematical Physics, vol. 2 : Fourier Analysis, Self-adjointness, Elsevier, 1975, 361 p. (ISBN 978-0-12-585002-5, lire en ligne), p. 33-34
- (en) David C. Ullrich, Complex Made Simple, AMS, coll. « Graduate studies in mathematics » (no 97), 2008, 489 p. (ISBN 978-0-8218-7254-3, lire en ligne), p. 386-387